# KCスタジアム
MKMスタジアム（英: MKM Stadium）は、イングランド、キングストン・アポン・ハルにある多目的スタジアム。主にハル・シティAFCがホームスタジアムとして使用している。
2021年6月25日、地元に拠点を置く建築資材会社MKM Building Supplies Ltd.がスタジアムの5年間のスポンサー契約に合意し、MKMスタジアムと改名されたことが発表された。UEFA主催の試合などを行う場合は、ハル・シティ・スタジアム (Hull City Stadium) となる。

## 概要
サッカークラブであるハル・シティAFCと、ラグビークラブであるハルFCが本拠地として使用している。また、サッカーやラグビーの国際試合や大規模なコンサートにも使用される。

## 歴史
建設案が浮上したのは1997年の事だったが資金の調達が難航し、政府から給付された単一再生予算補助金からおよそ4,200万ポンドを拠出。不足分はフットボールスタジアム整備基金から補った。
ハル市議会はスタジアム建設計画責任者にジョン・トップリスを指名。彼を中心としたプロジェクトチームは、スタジアムの建設場所や収容人数、どのような設備を置くのか等様々な問題を検討していった。建設場所に関しては12ヶ所以上に及ぶ場所を調査し、交通の利便性、住宅地と離れている事、ハル市議会の所有地であること等を踏まえ、現在のウエスト・パークに決定した。

## コンサート
スポーツイベントだけでなくコンサート会場としての興業も行っており、エルトン・ジョン、ブライアン・アダムス、R.E.M.、ザ・フーなどの大物ミュージシャンがコンサートを行った。エルトン・ジョンやニール・ダイアモンドらが行ったコンサートではチケットが売り切れる成功を収めたが、ボン・ジョヴィやR.E.M.らは観客を集めることが出来なかった。この失敗が影響し、現在ではコンサート会場としての使用は行われていない。

## ギャラリー

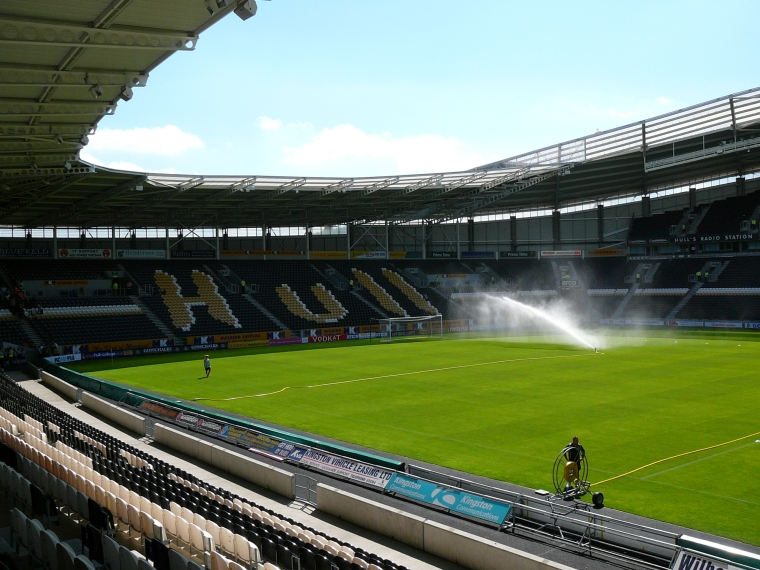
MKM南側スタンド
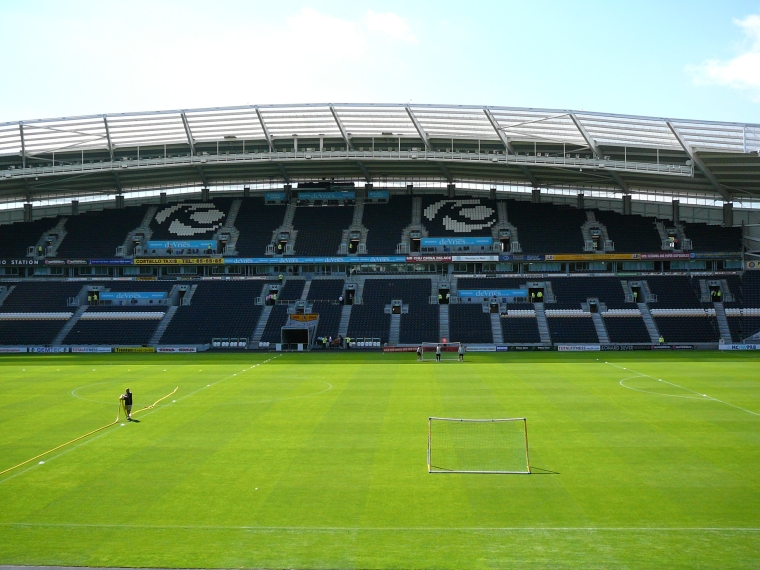
Cranswick plc西側スタンド
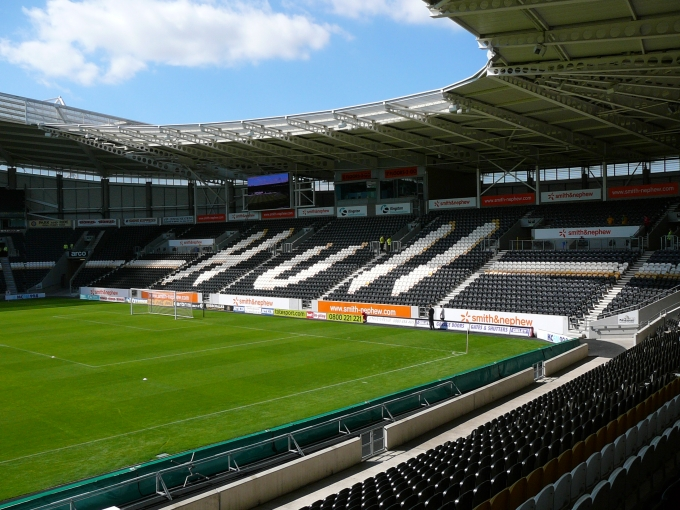
Smith & Nephew北側スタンド
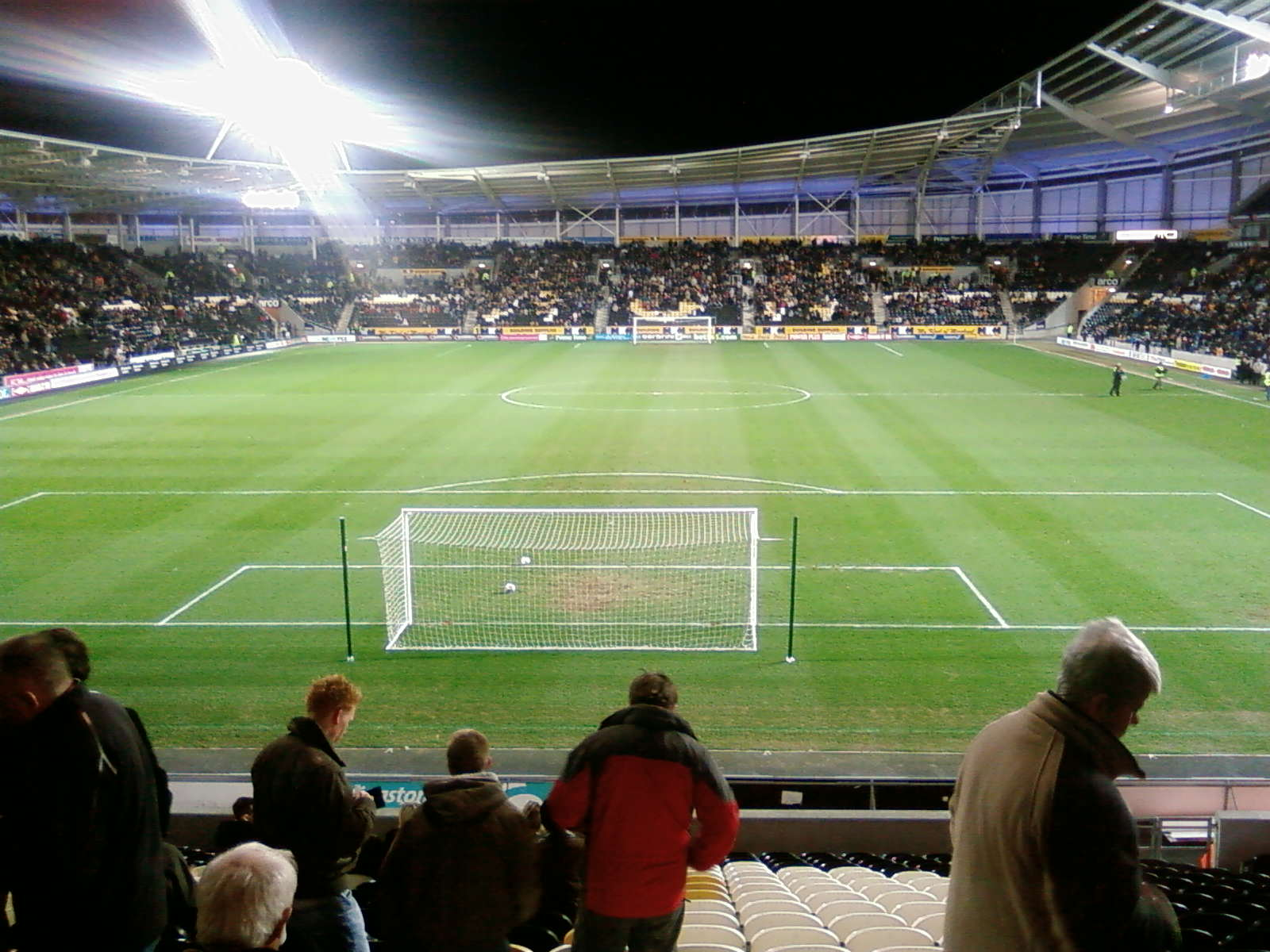
バーンリーFCとの試合前
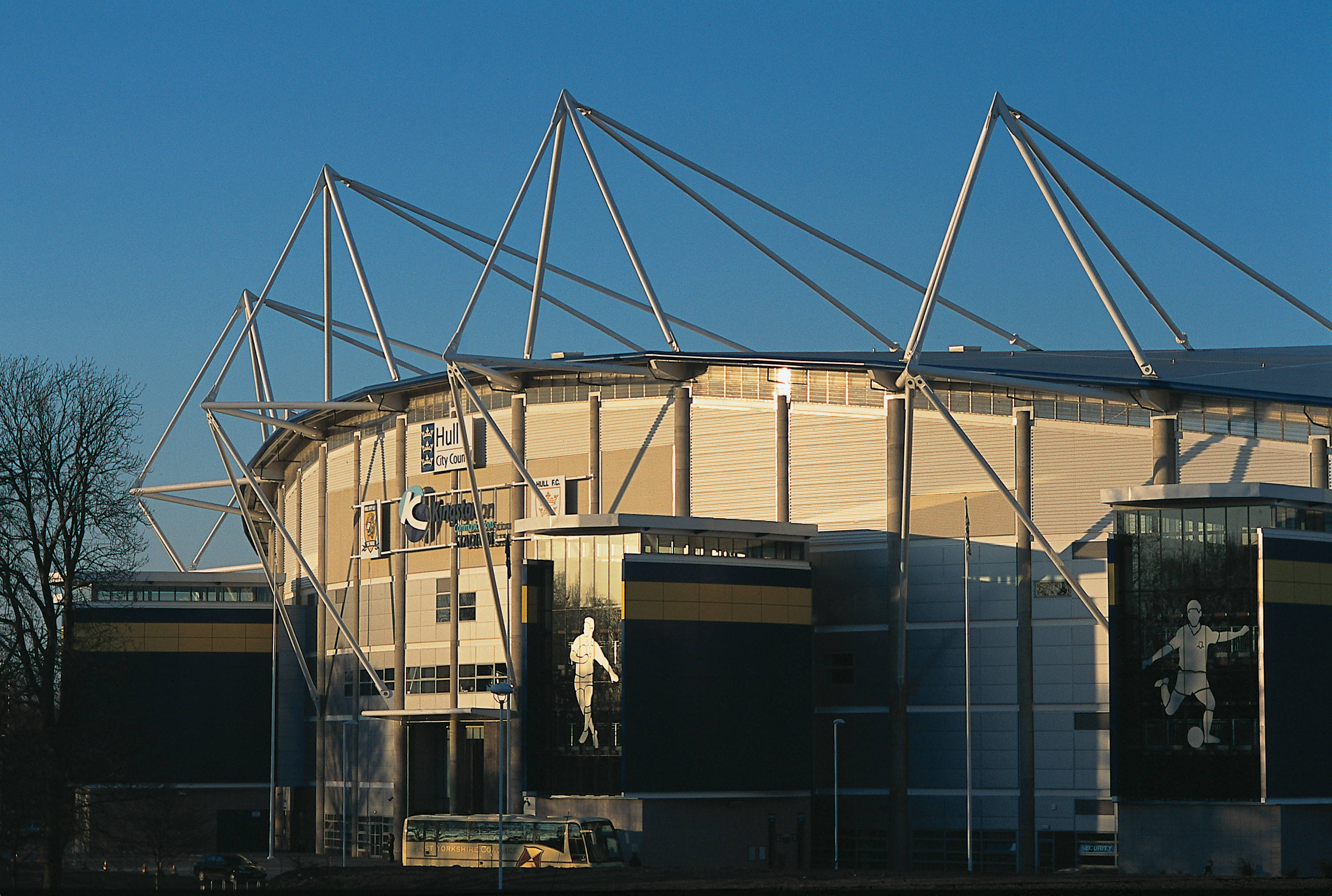
夕陽に当たるKCスタジアム
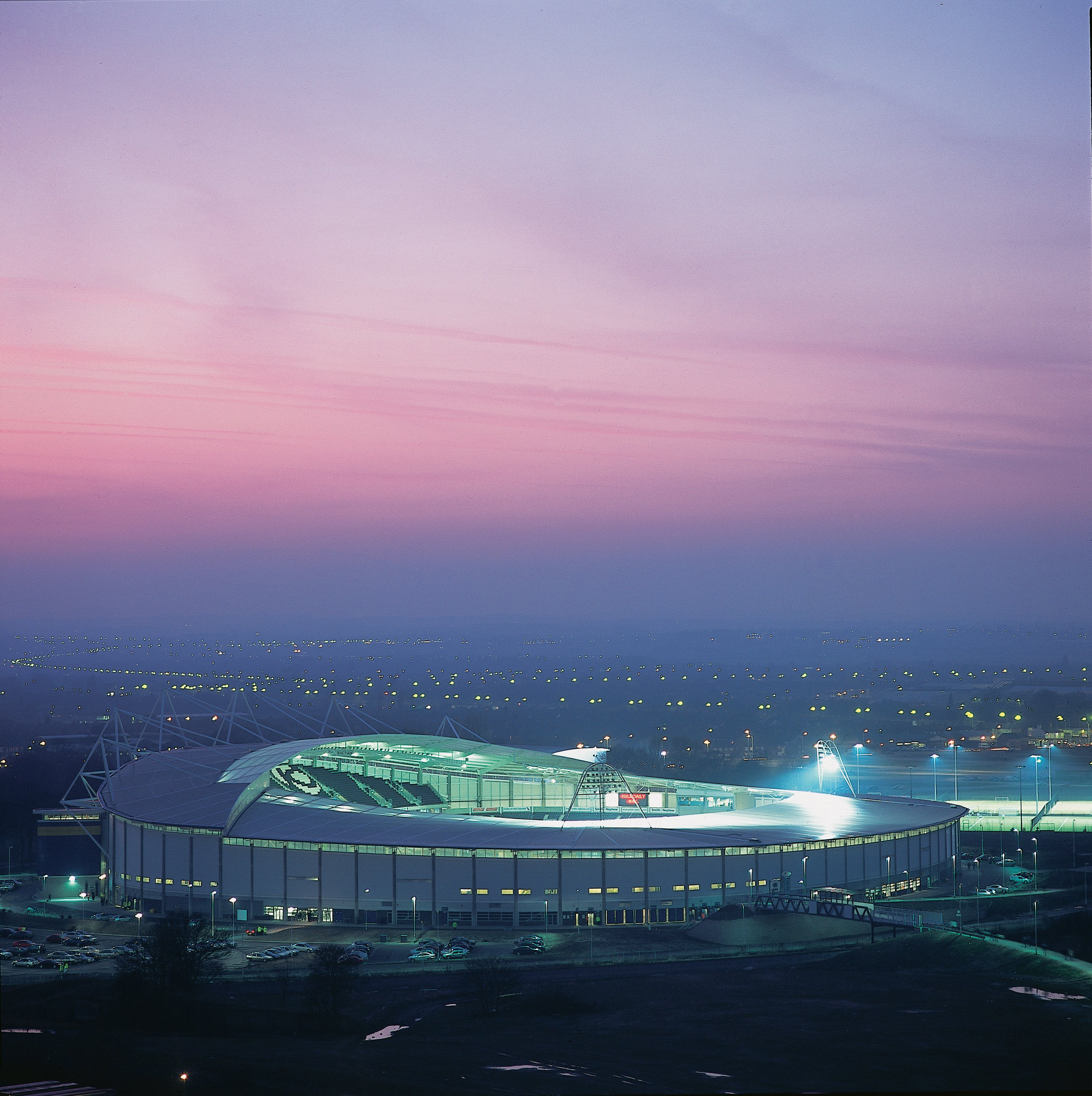
スタジアム夜景